# William John Wills

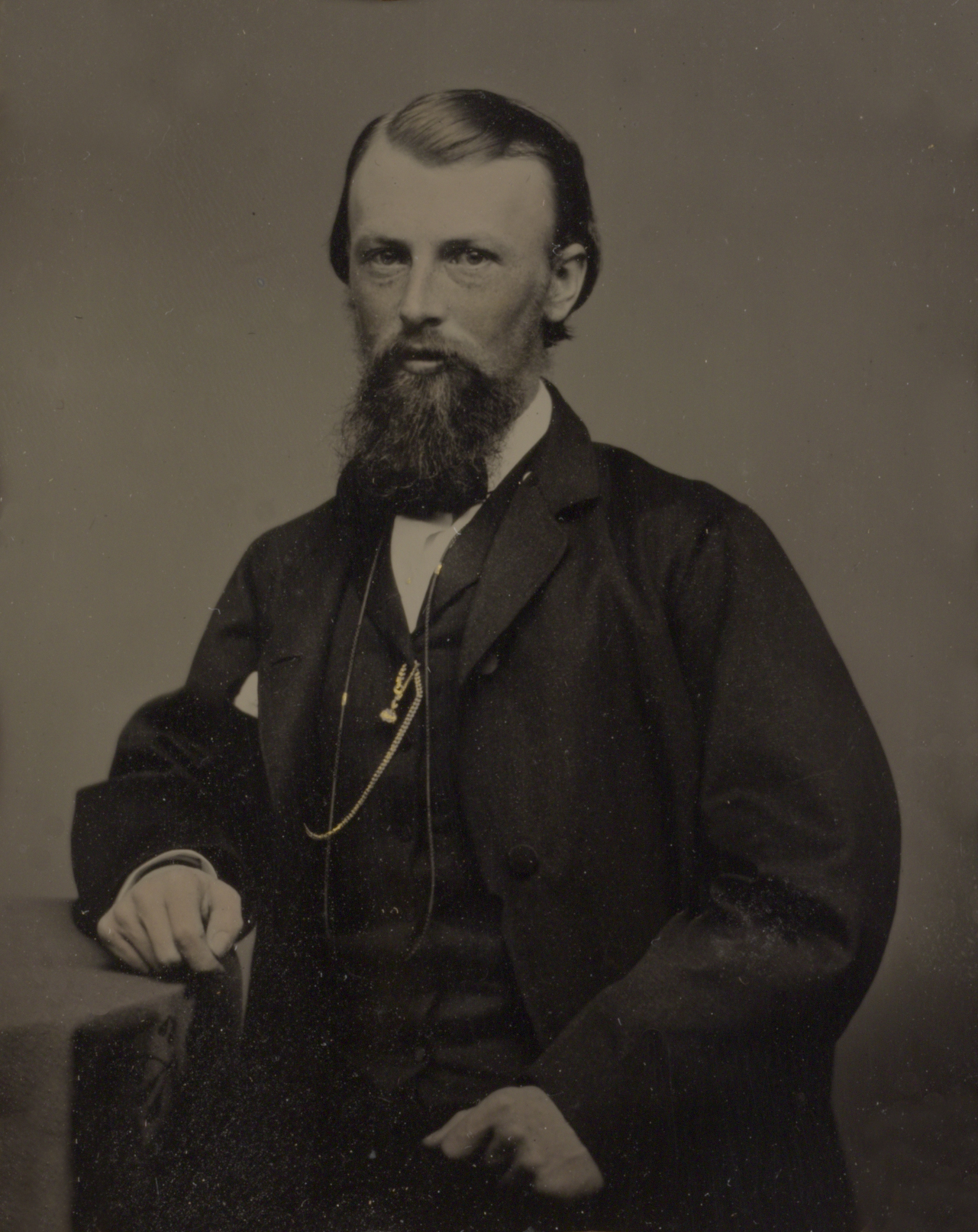
William John Wills

William John Wills (* 5. Januar 1834 in Totnes, Devon, England; † Ende Juni, vermutlich 28. oder 29. Juni 1861 in Breerily Waterhole, Coopers Creek, South Australia) war ein englischer Landvermesser. Er wurde bekannt als stellvertretender Leiter der Expedition von Burke und Wills. Diese Expedition stellte den ersten Versuch dar, Australien von Süd nach Nord zu durchqueren und eine Route zwischen den besiedelten Landstrichen um den Golf von Carpentaria im Norden und Victoria im Süden zu finden.

## Frühe Jahre
Wills wurde in Totnes in Devon geboren und in der St. Andrews Grammar School in Ashburton unterrichtet. Im Jahr 1852 emigrierte er mit seinem jüngeren Bruder Thomas nach Australien. Sie fanden Arbeit als Schäfer in Deniliquin in New South Wales. Ihr Vater, William Wills Senior, folgte seinen Söhnen, und nach seiner Ankunft im Oktober 1853 zogen sie gemeinsam nach Ballarat. William John Wills arbeitete als Bergmann und Einkäufer für eine Bank. 1855 begann er Landvermessung zu studieren und zog nach Melbourne, um unter Georg von Neumayer am Flagstaff-Observatorium für Geophysik, Magnetismus und Nautik zu arbeiten.

## Expedition von Burke und Wills
Im September 1858 erreichte der Entdecker John McDouall Stuart das Zentrum des australischen Kontinents, und im Juli 1859 lobte die australische Regierung eine Belohnung von £2,000 aus, um eine Expedition zu unterstützen, die Australien von Süd nach Nord durchqueren sollte. Robert O’Hara Burke wurde im Mai 1860 zum Leiter dieser Expedition berufen. Im Juli folgte die Berufung von Wills als Landvermesser, astronomischer Beobachter und dritter in der internen Kommandokette.

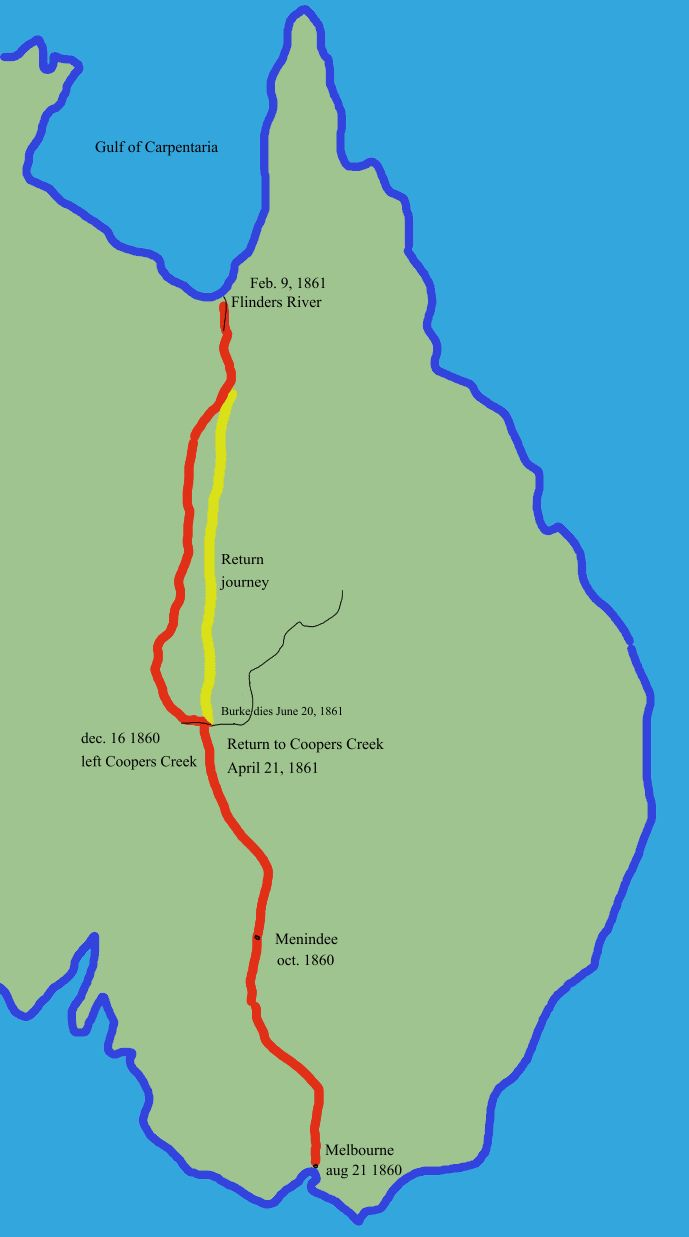
Route der Expedition

Die Expedition verließ Melbourne am 20. August mit insgesamt 19 Teilnehmern, 27 australischen Kamelen und 23 Pferden. Sie erreichten Menindee am 23. September. Dort blieben mehrere Männer zunächst zurück, darunter der stellvertretende Leiter George James Landells, woraufhin Wills auf dessen Posten befördert wurde.
Die Gruppe mit Burke und Wills erreichte am 11. November den 400 Meilen entfernten Cooper Creek und wollte dort auf die nachfolgende Gruppe warten. Während dieser Pause entschied sich Burke, einen Abstecher zum Golf von Carpentaria zu machen, und brach gemeinsam mit Wills, John King und Charley Gray auf. Die restlichen Männer ließ er unter dem Befehl von William Brahe zurück. Burke, Wills und ihre Begleiter erreichten am 9. Februar 1861 die Mangroven an der Flussmündung des Flinders River. Strömender Regen und Sümpfe verhinderten jedoch, dass sie den Ozean zu Gesicht bekamen.
Die Rückkehr erwies sich als langwieriges und schwieriges Unterfangen. Die Männer waren bereits durch Hunger und Erschöpfung geschwächt und wurden zusätzlich durch den tropischen Monsun der hereinbrechenden Regenzeit behindert. Gray starb vier Tage vom Treffpunkt am Cooper Creek entfernt. Die übrig gebliebenen drei Männer legten einen Tag Pause ein, um Gray zu begraben. Sie trafen schließlich am 21. April 1861 am Treffpunkt ein, neun Stunden nachdem die restliche Gruppe das Warten aufgegeben und den Cooper Creek verlassen hatte, nur eine Nachricht und etwas Nahrung zurücklassend. Die in Menindee zurückgebliebene Gruppe, die sie hätte ablösen sollen, war nie eingetroffen.
Burke, Wills und King versuchten, Mount Hopeless zu erreichen, den äußersten bewohnten Außenposten in South Australia, der näher lag als Menindee. Sie scheiterten aber und kehrten zum Cooper Creek zurück, um auf Rettung zu warten. Wills konnte vor Erschöpfung nicht weitergehen und bat die anderen, ihn mit Essen, Wasser und Obdach zurückzulassen. Burke und King setzten ihren Marsch daraufhin ohne ihn fort. Wills starb allein an einem Ort namens Breerily Waterhole am Cooper Creek. Der genaue Todeszeitpunkt ist unbekannt, aber es war mit einiger Sicherheit der 28. oder 29. Juni 1861.
Auch Burke starb kurze Zeit nach Wills. Nur John King überlebte durch die Hilfe von Aborigines. Er wurde am 15. September durch den Naturforscher Alfred William Howitt gerettet. Howitt begrub Wills und Burke, bevor er nach Melbourne zurückkehrte. 1862 kehrte er an den Cooper Creek zurück und exhumierte die Leichen. Über Adelaide wurden sie nach Melbourne gebracht, wo sie zwei Wochen lang öffentlich aufgebahrt wurden. Am 23. Januar 1863 erhielten Burke und Wills ein Staatsbegräbnis und wurden auf dem Melbourne General Cemetery beigesetzt.